# Barber Glacier
Barber Glacier är en glaciär i Antarktis. Den ligger i Östantarktis. Nya Zeeland gör anspråk på området. Barber Glacier ligger 41 meter över havet.
Terrängen runt Barber Glacier är kuperad åt sydväst, men åt nordost är den platt. Havet är nära Barber Glacier åt nordost. Trakten är obefolkad. Det finns inga samhällen i närheten.